# Paul B. Weisz
Paul Burg Weisz (Pilsen, Checoslovaquia, 2 de julio de 1919 - Providence, Rhode Island, Estados Unidos, 26 de enero de 2005) fue un físico, químico e ingeniero estadounidense, de origen checo, que investigó en diversos campos: los rayos cósmicos, las zeolitas, la catálisis y las aplicaciones biomédicas de la física y la química.

## Primeros años y formación
Su familia se traslada a Berlín cuando aun es un niño. Se interesó desde temprana edad por el mundo de la ciencia, llegando a publicar algunos artículos sobre radiodifusión, a los 16 años. Realizó estudios de física industrial en el Instituto Politécnico de Berlín en el período 1938-39, trabajando al mismo tiempo como ayudante en la universidad de Humboldt y en la empresa Telefunken. No consigue trabajar en el instituto de Otto Hahn y Lisa Meitner que estaban desarrollando proyectos reservados. Comienza a trabajar en el laboratorio del Instituto de Investigación de la Radiación Cósmica, sobre los rayos cósmicos. Huyendo de la guerra, y sin finalizar sus estudios, decide ir a los Estados Unidos, mediante un intercambio con la Universidad Técnica de Alabama, (ahora llamada Universidad de Auburn) donde consigue el grado en física en 1940. Alcanzó el grado de doctor en 1966, en la Instituto Federal Suizo de Tecnología (Eidgenössische Technische Hochschule), de Zürich, cuando ya era un destacado investigador en catálisis química, bajo la dirección de Heinrich Zollinger, con una tesis sobre la coloración de fibras.

## Experiencia profesional
Al finalizar sus estudios es contratado como ayudante de investigación en la Fundación Bartol del Instituto Franklin (1940-46) en Swarthmore (Alabama) mientras se convierte en ingeniero eléctrico. Durante la guerra desarrolla proyectos de ingeniería para el Laboratorio de Radiación del MIT (desarrollo de la red de navegación por radio LORAN) y colabora como instructor en el Swarthmore College (1942-43) entrenando a miembros del U.S. Signal Corps.
En 1946 pasa a la compañía Mobil donde desarrollaría una larga carrera como investigador hasta su jubilación en 1984 como consejero científico. Fue pionero en el uso de las zeolitas naturales y sintéticas como catalizadores altamente selectivos.
Después de retirarse de Mobil, Weisz comenzó otra línea de investigación, aplicando los principios físicos y químicos generales a la investigación biomédica. Diseñó moléculas que imitan algunas de las propiedades curativas de la heparina, pero que no presentan sus efectos anticoagulantes potencialmente peligrosos. Actuando como una zeolita orgánica, estas moléculas pueden capturar otras moléculas, como la cortisona. La combinación de la cortisona y la nueva molécula inhibe la proliferación de capilares sanguíneos asociados con el crecimiento de los tumores (angiogénesis) y algunas formas de ceguera. También investigó en sus últimos años sobre la enfermedad de Alzheimer.

## Carrera docente
En la segunda mitad de su carrera ha ocupado diversos puestos. Fue profesor visitante en la universidad de Princeton (1974 - 1976), profesor de química y de bioingeniería en la universidad de Pennsylvania (1984-2005) y profesor adjunto de ingeniería química en la universidad del estado de Pennsylvania (desde 1993).
Ha publicado un considerable número de artículos y publicaciones científicas.

## Premios y distinciones
Ha recibido numerosos honores por sus contribuciones científicas. Destacan:
- Premio Leo Friend en 1977, de la American Chemical Society
- Medalla Perkin en 1985.[6]
- Medalla Lavoisier de la Société Chimique de France en 1983
- Medalla Nacional de Tecnología (Física y Química) en 1992.[7]